# Józef Orlewski
Józef Orlewski herbu Cielątkowa – podwojewodzi lwowski w latach 1767–1793, podczaszy czerski w 1768 roku, podstoli czerski w 1756 roku.
Był elektorem Stanisława Augusta Poniatowskiego z ziemi czerskiej w 1764 roku.